# بازاریابی رابطه‌ای

## تعریف بازاریابی رابطه ای(Relationship Marketing)
تعاریف مختلفی از محققان برای بازاریابی رابطه ای مطرح شده‌است. به عنوان نمونه کاتلر(۲۰۰۲) چنین تعریفی از بازاریابی رابطه ای ارائه داده‌است: "فرایندی اجتماعی و مدیریتی که، افراد و گروه‌ها، نیازمندی‌هایشان را از طریق مبادلهٔ کالاها و خدمات با یکدیگر در این فرایند برآورده می‌سازند". همچنین کاظمی و جمشیدی(۱۳۹۶) بازاریابی رابطه ای را اینچنین تعریف کرده‌اند: " فرایند ایجاد ارزش برای کلیه ذی نفعان کلیدی کسب و کار موجود در زنجیره تأمین شرکت که از طریق برقراری روابط بلند مدت با تک تک آنان حاصل می‌شود".

## از بازاریابی سنتی تا بازاریابی رابطه ای
بازاریابی سنتی در دهه‌های ۱۹۵۰ و ۱۹۶۰ میلادی بر مبنای آمیزهٔ چهارگانهٔ بازاریابی(4Ps) توسط اندیشمندانی چون بوردن (۱۹۶۴) توسعه یافت. در خلال عصر صنعتی، تولید انبوه مبتنی بر کالاهای استاندارد، باعث تولد بازاریابی انبوه و توزیع انبوه شد. تحقیقات اولیه پیرامون بازاریابی، حول محور بازاریابی کالایی متمرکز شده بود و بازاریابی خدمات و بازاریابی کسب و کار، چندان مورد توجه قرار نمی‌گرفت. امّا در طول سی سال گذشته تحقیقات بازاریابی، پا را از حوزهٔ متعارف و سنتی بازاریابی فراتر گذارده و مباحثی چون رابطه‌ها، شبکه‌ها و تعاملات را مد نظر قرار داده‌اند. ظهور مفاهیم بازاریابی رابطه ای در ادبیات مدیریت را می‌توان در دهه ۱۹۸۰ ردیابی کرد. جایی که ادبیات بازاریابی خدمات رشد چشمگیری پیدا کرد. با ورود به دهه ۱۹۹۰ میلادی، با پدیدار شدن رکود گسترده اقتصادی، جهان آمادهٔ تغییر نگاه به بازاریابی شد؛ زیرا که دیگر بازاریابی سنتی جذابیت خود را از دست داده بود، بنابراین پارادایم بازاریابی رابطه ای بیش از پیش مورد توجه قرار گرفت.